# L’Archipel (Nanterre)
L’Archipel ist der Name eines Gebäudeensembles im Pariser Vorort Nanterre in der Bürostadt La Défense. Bauherr war der französische Baukonzern Vinci. Das Gebäudeensemble besteht neben einem 106 Meter hohen Büroturm noch aus vier weiteren Gebäuden über 40 Meter und verfügt insgesamt über 74.000 m² Bürofläche. Vinci konzentriert dort 4000 Mitarbeiter, die zuvor auf diversen Standorten im Großraum Paris (Île-de-France) verteilt waren. Zugleich stellt das Ensemble den neuen Hauptsitz des Unternehmens dar. Entworfen wurde das Bauensemble vom Architekten Jean-Paul Viguier. Der Baubeginn erfolgte im Jahr 2018. Fertiggestellt wurde das Ensemble im Jahr 2021. Das Hochhaus verfügt über 24 Etagen. Bei seiner Fertigstellung im Jahr 2021 stand das Hochhaus auf Platz 38 der höchsten Gebäude in La Défense. 
Eine Besonderheit ist, dass das Hochhaus und sein östlich gelegenes Nebengebäude einen Teil des nördlich gelegenen Bahnhofes Nanterre-La Folie, der sich momentan ebenfalls noch im Bau befindet, mit Stützen überspannen wird.
Das Büroensemble ist mit der Métrostation La Défense und dem Bahnhof La Défense an den öffentlichen Nahverkehr im Großraum Paris angebunden. Mit der Eröffnung des Gare de Nanterre-La Folie im Jahr 2024 wird zunächst Anschluss an den RER E bestehen, später auch an die Métrolinie 1 und den Grand Paris Express.

## Galerie

Der Turm im Jahr 2021